# Jean Prouff
Jean Pierre Marie Prouff (ur. 12 września 1919 w Peillac, zm. 12 lutego 2008 w Lannion) – francuski pomocnik piłkarski i trener. Trener reprezentacji Polski, wraz z Ryszardem Koncewiczem przygotowujący ją do startu w turnieju piłkarskim podczas Igrzysk Olimpijskich w Rzymie w 1960 r.
Na ławce trenerskiej reprezentacji Jean Prouff zasiadał od 30 sierpnia 1959 r. do 28 września 1960 r. W tym czasie „Biało-czerwoni” rozegrali 11 oficjalnych spotkań. Głównym trenerem Prouff był podczas dziewięciu z nich – z powodu niedyspozycji opuścił 29 sierpnia 1960 r. mecz turnieju olimpijskiego z Danią (przegrany 1:2), zaś w rozegranym 14 października 1959 r. w Madrycie meczu z Hiszpanią pełnił rolę asystenta trenera kadry Tadeusza Forysia. Oprócz Koncewicza i Forysia, polskimi trenerami, którzy współpracowali z Jeanem Prouffem podczas jego rocznego pobytu w Polsce byli również Kazimierz Górski i Wacław Pegza.
W dwóch spotkaniach Prouff pełnił rolę obserwatora, zaznajamiając się z zawodnikami i stylem gry biało-czerwonych (były to gry przeciwko Izraelowi oraz Hiszpanii, które miały miejsce we Wrocławiu i Chorzowie w czerwcu 1959 r.).

## Tytuły

### Jako piłkarz
- Ligue 1 – 1949 r. w Stade de Reims

### Jako trener
- Eerste Klasse – 1963 r. w Standard Liège
- Puchar Francji w piłce nożnej – 1965 r., 1971 r. ze Stade Rennais